# Zig
Zig — імперативна, статично типізована, компільована системна мова програмування загального призначення, розроблена Ендрю Келлі. За задумкою, повинна замінити мову C, будучи ще меншою і простішою для програмування, водночас пропонуючи сучасний функціонал, нові оптимізації та різноманіття механізмів безпеки, але не будучи настільки вимогливою в безпеці під час виконання, як інші мови. Має відмінності від Go, Rust та Carbon, які мають схожу мету, але націлені на середовище C++.

## Приклади

### Привіт, світе!
```
const
 
std
 
=
 
@import
(
"std"
);

pub
 
fn
 
main
()
 
!
void
 
{

    
const
 
stdout
 
=
 
std
.
io
.
getStdOut
().
writer
();

    
try
 
stdout
.
print
(
"Привіт, {s}!
\n
"
,
 
.{
"світе!"
});

}

```

через stderr:
```
const
 
std
 
=
 
@import
(
"std"
);

pub
 
fn
 
main
()
 
void
 
{

        
std
.
debug
.
print
(
"Привіт, {s}!
\n
"
,
 
.{
"світе"
});

}

```

### Узагальнений зв'язаний список
```
pub
 
fn
 
main
()
 
void
 
{

    
var
 
node
 
=
 
LinkedList
(
i32
).
Node
 
{

        
.
prev
 
=
 
null
,

        
.
next
 
=
 
null
,

        
.
data
 
=
 
1234
,

    
};

    
var
 
list
 
=
 
LinkedList
(
i32
)
 
{

        
.
first
 
=
 
&
node
,

        
.
last
 
=
 
&
node
,

        
.
len
 
=
 
1
,

    
};

}

fn
 
LinkedList
(
comptime
 
T
:
 
type
)
 
type
 
{

    
return
 
struct
 
{

        
pub
 
const
 
Node
 
=
 
struct
 
{

            
prev
:
 
?*
Node
,

            
next
:
 
?*
Node
,

            
data
:
 
T
,

        
};

        
first
:
 
?*
Node
,

        
last
:
  
?*
Node
,

        
len
:
   
usize
,

    
};

}

```

## Проєкти
- Bun[en] — середовище виконання JavaScript та TypeScript, написане на Zig. Використовує віртуальну машину JavaScriptCore браузера Safari.